# Le Titre
Le Titre település Franciaországban, Somme megyében. Lakosainak száma 339 fő (2022. január 1.). Le Titre Lamotte-Buleux, Hautvillers-Ouville, Nouvion és Sailly-Flibeaucourt községekkel határos.

## Népesség
A település népességének változása:
| Lakosok száma | 385  | 377  | 376  | 358  | 351  | 344  | 352  | 345  | 339  |
|               | 2013 | 2015 | 2016 | 2017 | 2018 | 2019 | 2020 | 2021 | 2022 |